# Marthana balabacana
Marthana balabacana is een hooiwagen uit de familie Sclerosomatidae.